# Le Seul Témoin
Pour plus de détails, voir Fiche technique et Distribution.
Le Seul Témoin (Narrow Margin) est un film américain écrit et réalisé par Peter Hyams, sorti en 1990.
Remake de L'Énigme du Chicago Express de Richard Fleischer sorti en 1952, le long-métrage met en scène Gene Hackman dans le rôle d'un procureur adjoint de Los Angeles qui tente de protéger une femme, incarnée par Anne Archer, témoin d'un meurtre des assauts de tueurs à gages venus l'éliminer lors d'un voyage en train. Bien que gardant la même trame que la version de 1952, il modifie l'orientation morale de certains personnages et le décor, passant de la route du Super Chief aux Rocheuses canadiennes.
Produit par la Carolco et tourné entre juin et octobre 1989 essentiellement en Colombie-Britannique, Le Seul témoin obtient des critiques mitigées de la part de la presse spécialisée et rencontre un échec commercial, rapportant que 10,8 millions  de dollars sur le territoire américain.

## Synopsis
Pour se changer les idées après son divorce, l'éditrice Carol Hunnicut accepte un rendez-vous avec l'avocat Michael Tarlow. Pendant qu'elle se refait une beauté dans la salle de bain, Tarlow reçoit un de ses clients, le gangster Leo Watts, à qui il a dérobé une forte somme d'argent. À peine Tarlow a-t-il avoué sa faute et plaidé la clémence, que Watts le fait abattre par Jack Wooten, son garde du corps. Affolée, Carol, qui a tout vu, part se cacher au fin fond des Montagnes Rocheuses. Robert Caulfield, l'assistant du District Attorney, s'empare de l'affaire.

## Fiche technique
Sauf indication contraire, les informations mentionnées dans cette section peuvent être confirmées par la base de données cinématographiques IMDb,  présente dans la section « Liens externes ».
- Titre français et québécois : Le Seul Témoin
- Titre original : Narrow Margin
- Réalisation : Peter Hyams
- Scénario : Peter Hyams, d'après le scénario original de Martin Goldsmith, Jack Leonard et Earl Felton
- Musique : Bruce Broughton
- Directeur de la photographie : Peter Hyams
- Décors : Kim MacKenzie
- Costumes : Jerry R. Allen, Dolores C. Burke et Ellen Mirojnick (pour Anne Archer)
- Montage : James Mitchell
- Production : 
  - Mary Eilts : producteur associé
  - Mario Kassar : producteur exécutif
  - Jerry Offsay : coproducteur
  - Andrew Vajna : producteur exécutif
  - Jonathan Zimbert : producteur
- Société de production : Carolco Pictures
- Distribution : TriStar (États-Unis), AMLF (France)
- Pays de production :  États-Unis
- Genre : action, policier et thriller
- Durée : 97 minutes
- Dates de sortie : 
  - États-Unis : 21 septembre 1990
  - France : 9 janvier 1991
- Classification : 
  - États-Unis : R (Restricted) (MPA)
  - France : tous publics (CNC)

## Distribution
- Gene Hackman (VF : William Sabatier) : Robert Caulfield
- Anne Archer (VF : Béatrice Delfe) : Carol Hunnicut
- James Sikking (VF : Gabriel Cattand) : Nelson
- J. T. Walsh (VF : Edgar Givry) : Michael Tarlow
- M. Emmet Walsh (VF : Georges Berthomieu) : le sergent Dominick Benti
- Susan Hogan (VF : Évelyn Séléna) : Kathryn Weller
- Nigel Bennett : Jack Wootton
- J. A. Preston (VF : Sady Rebbot) : Martin Larner
- B.A. 'Smitty' Smith (VF : Régis Ivanov) : Keller
- Codie Lucas Wilbee (VF : Marie-Laure Beneston) : Nicholas
- Barbara Russell (VF : Tania Torrens) : la mère de Nicholas
- Antony Holland (VF : Jean Berger) : l'homme âgé
- Doreen Ramos : la femme âgée
- Kevin McNulty : James Dahlbeck
- Andrew Rhodes : le sergent Nigro
- Lesley Ewen (VF : Jacqueline Porel) : la secrétaire de Larner
- Barney O'Sullivan (VF : René Morard) : le guichetier
- Harris Yulin (VF : Jacques Deschamps) : Leo Watts

Photos des acteurs principaux.
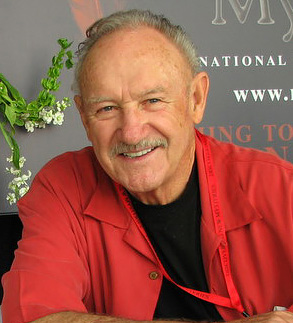
Gene Hackman
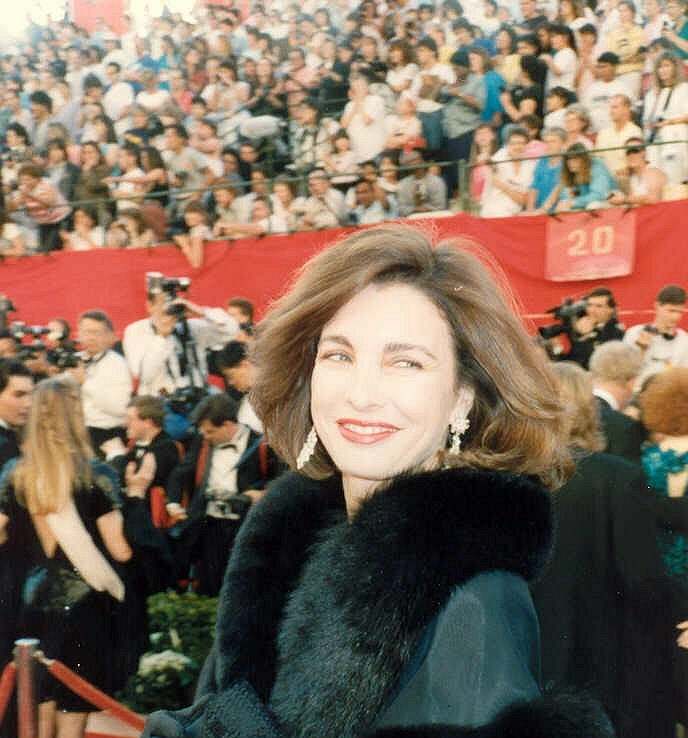
Anne Archer
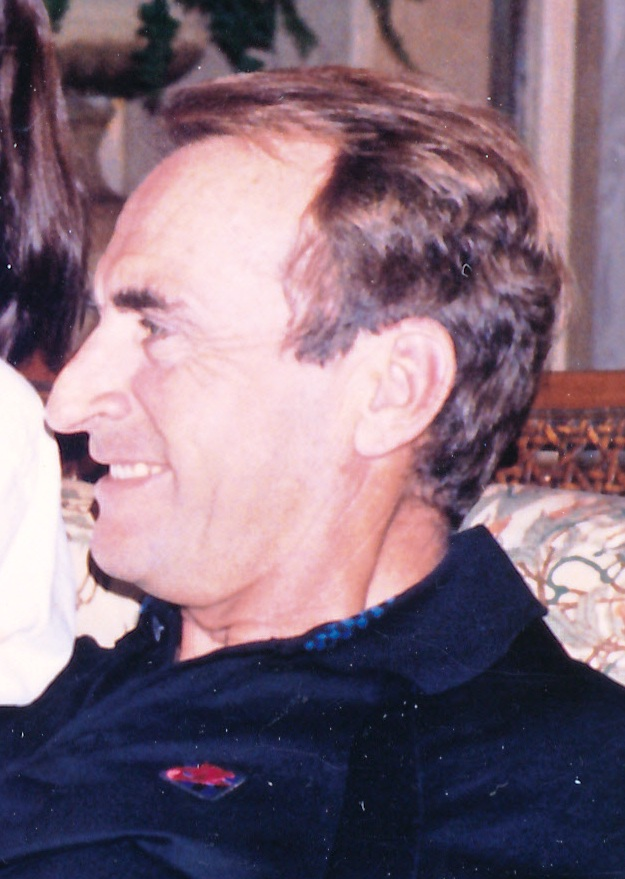
James Sikking
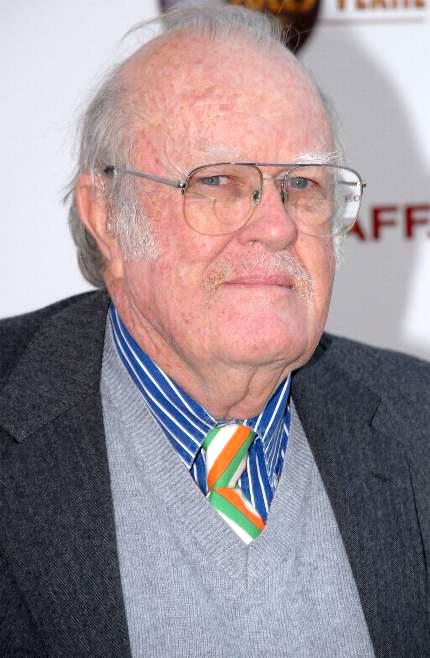
M. Emmet Walsh
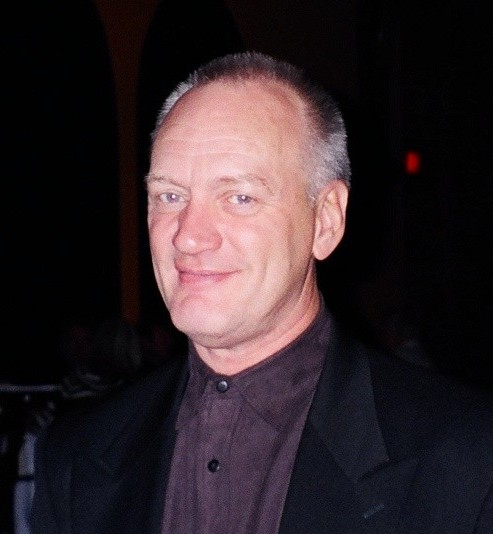
Nigel Bennett
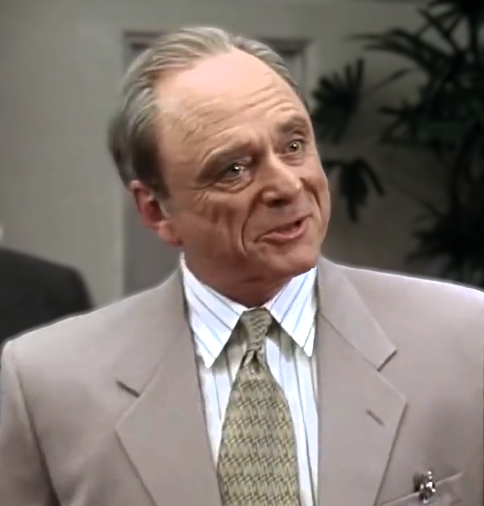
Harris Yulin

 Source et légende : version française (VF) sur RS Doublage

## Production

### Développement et choix des interprètes

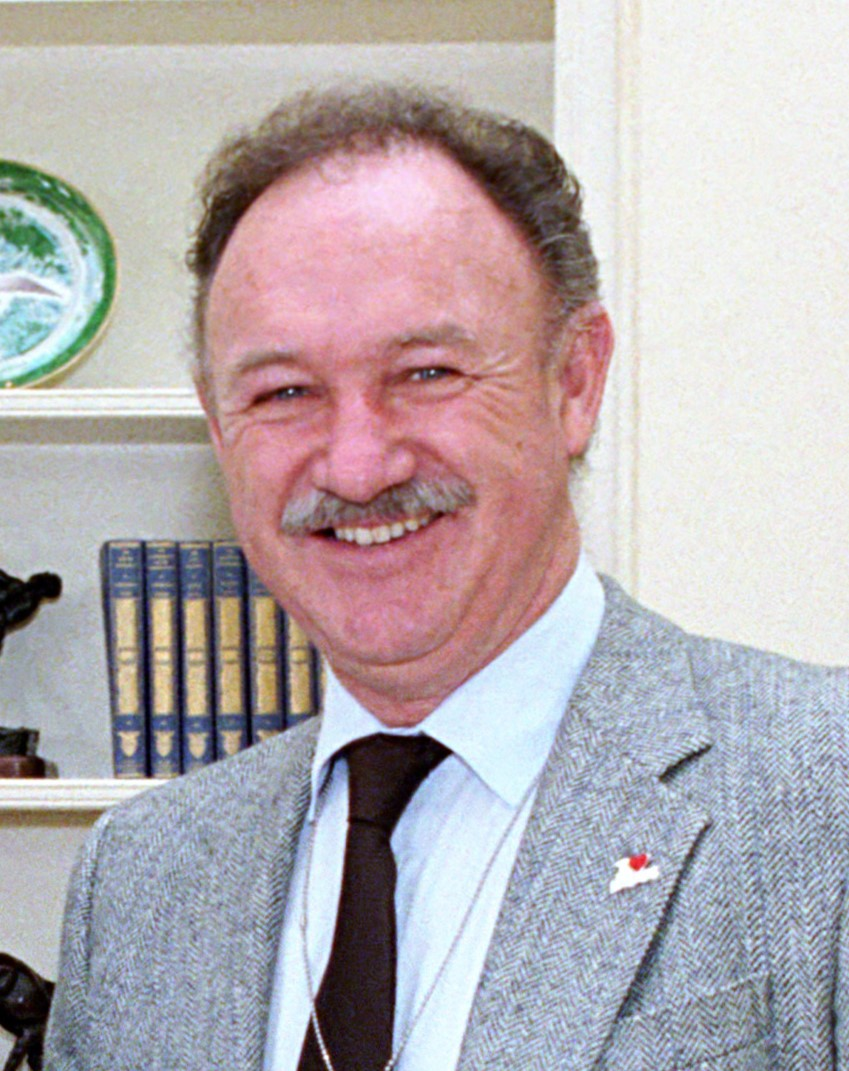
Gene Hackman, interprète du procureur Caufield.

Peter Hyams a eu l'idée de faire une nouvelle version du film L'Énigme du Chicago Express après l'avoir vu à la télévision. Il a demandé à son employeur de l'époque, Paramount Pictures, d'en acquérir les droits, mais le projet a ensuite été confié à un autre studio. Hyams déclarera qu'il ne trouvait pas le film original « formidable, mais l'idée de gens coincés dans un train était merveilleuse ». Jonathan Zimbert, qui a débuté comme assistant de Hyams et a finalement été promu producteur, a de nouveau collaboré avec son mentor. L'un des dirigeants de Carolco supervisant le projet était Bob Misiorowski, futur réalisateur de Point d'impact. Le budget du film était compris entre 15 et 20 millions de dollars lors de la production, avec une estimation ultérieure de 21 millions de dollars.
En raison de la baisse de popularité du transport ferroviaire à la fin des années 1980, l'histoire a été déplacée dans la nature sauvage canadienne afin de justifier l'absence d'autres options de transport et de rendre la descente du train plus risquée. Le désert mexicain a également été envisagé, mais compte tenu de la composition démographique des passagers, il a été jugé peu plausible que les personnages principaux puissent y rester longtemps cachés.

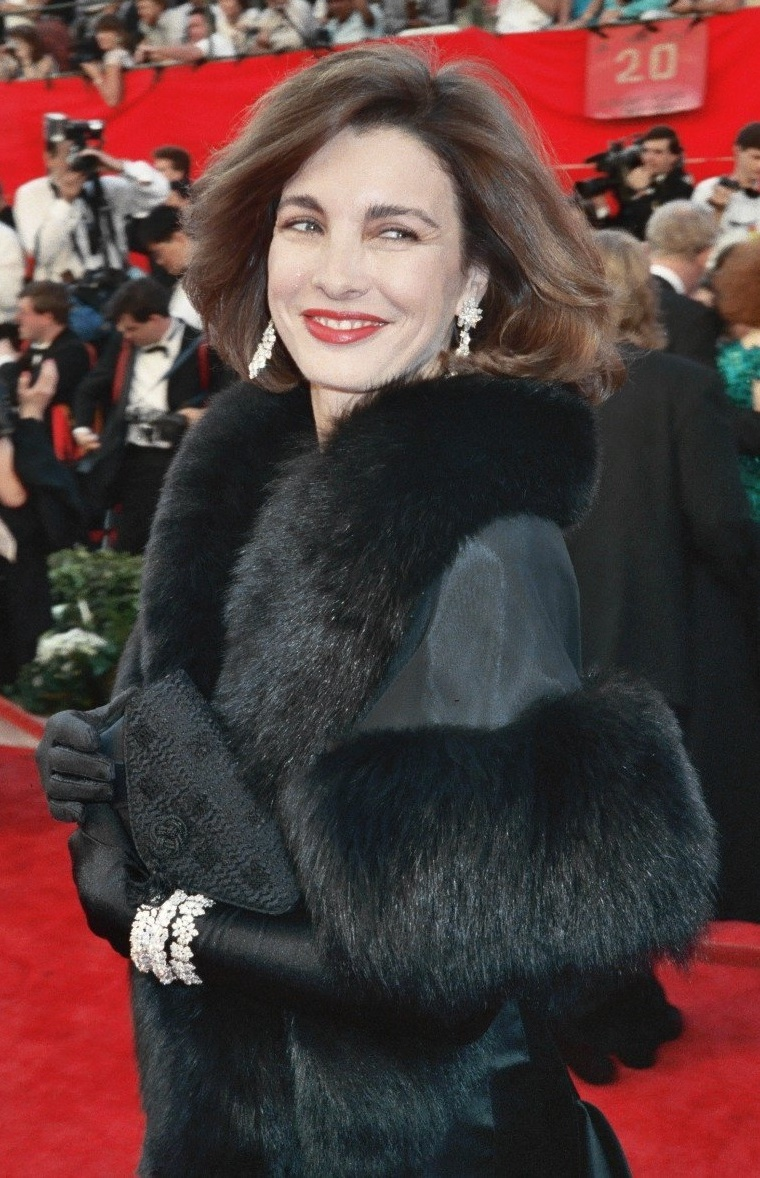
Anne Archer, interprète de Carol Hunnicut.

Un article du New York Times, confié à la journaliste du Vancouver Sun, Moira Farrow, relayait l'opinion des cinéastes : « Le titre Narrow Margin est tout ce qui reste du film original. Le nouveau film [...] a une histoire et des personnages complètement différents, donc le terme « remake » ne s'applique pas ». La manière dont ils se sont distanciés de l'original a suscité la colère de son réalisateur, Richard Fleischer, qui a réprimandé le Times, soulignant les similitudes entre le pitch de Hyams et le film qu'il avait réalisé. Fleischer a conclu : « À quel point deux histoires peuvent-elles être différentes ? Dites-moi, quand un remake n'en est-il pas un ? C'est peut-être lorsque le nouveau film coûte entre 15 et 20 millions de dollars à produire au lieu de 188 000 dollars ».
Gene Hackman avait eu plusieurs conversations intermittentes avec Hyams au fil des ans au sujet d'une collaboration. Il était attiré par le comportement agréable du personnage et par le fait qu'il ne tire sur personne tout au long du film, ce qui contrastait avec les personnages plus agressifs généralement représentés dans le genre de l'aventure,. L'acteur a apporté des détails accessoires, comme les lunettes et les jets de pistolet à eau lors d'une scène de suspense, pour souligner ce côté serein,. Anne Archer s'est retrouvée disponible pour ce film après avoir renoncé à un projet initialement prévu, le thriller érotique L'Orchidée sauvage. Susan Hogan a été sélectionnée pour son rôle dans la série canadienne Brigade de nuit , dont Hyams était un fan. Il a contacté l'agence de l'actrice pour demander des enregistrements d'elle, puis l'a castée par téléphone.

### Tournage
Le train présenté dans le film est le Transcontinental canadien, en service depuis 1955, et dessert ce qui est souvent décrit comme la ligne phare du Canada entre Toronto et Vancouver. Cependant, Via Rail, l'opérateur national du pays dans le film comme dans la réalité, a renoncé à louer l'une de ses voitures aux producteurs en raison d'une surréservation, Seuls une locomotive et un fourgon à bagages provenaient réellement de Via Rail. Les autres ont été loués à une entreprise du Colorado, à un collecteur texan et à l'opérateur provincial BC Rail. Ils ont ensuite été remis à neuf et repeints pour ressembler à de vrais wagons,,.
Le tournage, organisé par l'entreprise de services de production International Production Services, a commencé le 12 juin 1989 et a été annoncé comme terminé par Variety dans son édition du 23 octobre 1989,. Cependant, la dernière partie d'octobre a été consacrée aux cascades et les deux stars étaient déjà rentrées à Los Angeles. Malgré leur aspect habité, certains des lieux du film ont été construits spécifiquement pour le film, comme la cabane de Carol sur Grouse Mountain et une paire de gares,. Bien que le lac des Arcs soit un lieu réel à Alberta, il n'y avait pas d'arrêt de chemin de fer à ce moment-là. La gare fictive de Monashee, tirant son nom des Chaîne Monashee, a été érigée dans un lieu appelé Porteau. Certains intérieurs de train ont également été recréés sur un décor construit à l'intérieur d'un entrepôt sur l'avenue Euclid à Vancouver et monté sur une plate-forme gonflable pour créer les mouvements de balancement appropriés,.
La plupart des séquences de train ont été tournées autour du parc Garibaldi  et ont emprunté les voies ferrées de BC Rail pour éviter de perturber les lignes plus fréquentées de Via Rail. Le point culminant au sommet du train a été filmé entre Howe Sound et Cheakamus Canyon, près de Squamish, en Colombie-Britannique. Le tournage de cette partie a duré trois semaines et n'a pu être réalisé que quelques heures à la fois, faute de pouvoir détourner la circulation régulière de la zone. Les vedettes du film ont réalisé elles-mêmes une partie de la scène sur le toit, retenues par des câbles dissimulés sous leurs vêtements. Selon Hackman, il s'agissait de la première cascade jamais réalisée par Anne Archer.

## Accueil
Le film obtient un accueil mitigé de la part des critiques, avec un taux d'approbation de 63 % sur le site Rotten Tomatoes, sur la base de seize critiques collectées et une moyenne de 6⁄10 et un score de 53⁄100 sur le site Metacritic, sur la base de vingt-trois critiques collectées. À l'époque de sa sortie, les critiques l'ont vu comme une banale série B de plus.
Au box-office, le long-métrage rencontre un échec commercial, se contenant de totaliser 10 873 237 $ de recettes aux États-Unis, alors qu'il a été produit pour un budget estimé entre 15 et 21 millions $,. Au Royaume-Uni, la sortie en salles début janvier 1991 est qualifié par Variety comme une autre performance « décevante ». En 1991, Gene Hackman reconnaîtra l'échec commercial du film, déclarant qu'il « n'a pas très bien marché, pour une raison ou une autre » et qu'« il n'a pas eu de succès ».
En France, le film, très mal exploité en étant peu diffusé dans les salles, finit son exploitation avec 44 917 entrées, dont 22 761 entrées sur Paris.